# Al-Bajadijja (Egipt)
Al-Bajadijja (arab. البياضية) – miasto w Egipcie, w muhafazie Luksor. W 2006 roku liczyło 15 501 mieszkańców.